# خاتون (مجموعه نمایش خانگی)
خاتون یک مجموعهٔ نمایش خانگی ایرانی محصول سال ۱۴۰۰ در ژانر عاشقانه تاریخی به کارگردانی تینا پاکروان است. داستان این سریال در زمان اشغال ایران در جنگ جهانی دوم توسط روسیه  و انگلیس جریان دارد و در آن نگار جواهریان، اشکان خطیبی، میرسعید مولویان، مهران مدیری، بابک حمیدیان، مهتاب ثروتی، رضا بهبودی و شبنم مقدمی ایفای نقش کرده‌اند. این مجموعه از ۱۸ مرداد ۱۴۰۰ به صورت اختصاصی از نماوا پخش شد. ادامهٔ فصل اول این مجموعه از ۶ دی ۱۴۰۰ شروع به پخش شد. آهنگساز این مجموعه کیهان کلهر است.
پاکروان مجوز ساخت خاتون را در تیر ۱۳۹۹ دریافت کرد و در این مدت در مرحلهٔ پیش‌تولید بود. این مجموعه در مکان‌های شمالی ایران از جمله رشت فیلم‌برداری شد. این‌ سریال اولین سریال از سه گانه تینا پاکروان قبل از تاسیان و ماهدخت محسوب می‌شود.

## داستان
خاتون که یک زن بختیاری است، با شیرزاد که یک نظامی در دوران رضاشاه است ازدواج کرده است. اما به دلیل جنگ جهانی دوم، علی‌رغم اعلام بی‌طرفی ایران، شمال ایران به اشغال شوروی و جنوب ایران به اشغال بریتانیا درمی‌آید و خاتون به دلایل مختلف سیاسی بارها دستگیر شده و شیرزاد تحت فشار کمیسر رجب‌اف مجبور به طلاق خاتون و مامور دستگیر و تحویل وی به ارتش شوروی می‌شود. وی موفق می‌شود از گیلان گریخته و با کمک مردی به نام رضا فخار به تهران فرار می‌کند. در نیمه پایانی سریال شاهد آغاز مثلث عشقی از طرف خاتون، رضا فخار و شیرزاد هستیم که زندگی خاتون را تحت تاثیر قرار می‌دهد.

## بازیگران
| بازیگر           | نقش                 | توضیحات                                                  |
| ---------------- | ------------------- | -------------------------------------------------------- |
| نگار جواهریان    | خاتون بختیاری       | همسر شیرزاد، دختر اسفندیار بختیاری، دوست پروین           |
| اشکان خطیبی      | شیرزاد ملک          | همسر خاتون، پسر فخرالنسا، پسرعمهٔ ماری                    |
| میرسعید مولویان  | رضا فخار            | مبارز با نیروی اشغالگر ، کارمند میرعظیم                  |
| بابک حمیدیان     | کمیسر رجب‌اف         | کمیسر نیروی اشغالگر                                      |
| مهران مدیری      | جهانگیر روزبه       | دایی خاتون، مستر انگلیسی                                 |
| مهتاب ثروتی      | ماری                | دختردایی شیرزاد                                          |
| رضا بهبودی       | دکتر بوکوفسکی       | دکتر لهستانی                                             |
| شبنم مقدمی       | فخرالنسا            | مادر شیرزاد، عمه ماری                                    |
| رؤیا نونهالی     | مهربانو             | دوست اسفندیار                                            |
| پانته‌آ پناهی‌ها   | گوهر                | همسر میرعظیم ، عاشق رضا فخار                             |
| محمدرضا شریفی‌نیا | میرعظیم             | عاشق گوهر، رئیس رضا فخار                                 |
| بابک کریمی       | حاج ضرابی           | دوست میرعظیم،مبارز                                       |
| ستاره پسیانی     | پروین پسیانی        | دوست خاتون، مبارز                                        |
| شاهرخ فروتنیان   | فریدون              | پدر ماری، برادر فخرالنسا، دایی شیرزاد                    |
| بیژن امکانیان    | اسفندیار بختیاری    | پدر خاتون                                                |
| بهناز جعفری      | رعنا                | هووی فخرالنسا                                            |
| مهدی قربانی      | فرهاد               | سرباز، عاشق گلی                                          |
| مهران غفوریان    | موسیو               | کارمند هتل                                               |
| پیام دهکردی      | نظر بیگ             | دوست جهانگیر                                             |
| فرخ نعمتی        | سرتیپ آریا          | مافوق شیرزاد                                             |
| ستاره اسکندری    | ریحانه فخار         | خواهر رضا فخار                                           |
| عاطفه رضوی       | قدرت                |                                                          |
| بانیپال شومون    | اورنگ               | صاحب دفتر روزنامه                                        |
| پژمان بازغی      | سرهنگ سنگری         | مافوق شیرزاد                                             |
| غزل شاکری        | فهیمه اکبر          | خواننده                                                  |
| قربان نجفی       | موسیو آرسن میناسیان | دکتر داروخانه، آرسن میناسیان                             |
| سروش صحت         | اخوان               | کتاب فروش                                                |
| مجید نوروزی      | مرتضی               | دوست رضا فخار، مبارز                                     |
| محمد شیری        | انباردار احتکاری    |                                                          |
| کامیار حقی       | یان                 | مسئول و مترجم لهستانی ها، همکار دکتر بوکوفسکی، عاشق هلنا |
| بهنام شرفی       | ستوان بهرام نامجو   | همکار شیرزاد                                             |
| علی فروتن        | محمود اعتمادزاده    |                                                          |
| بنیامین نوروزی   | امیرعلی             | پسر شیرزاد و خاتون                                       |
| داریوش موفق      | قرقی                | خدمه هتل                                                 |
| آیدا ماهیانی     | باربارا             |                                                          |
| ماریا شلکنوا     | هلنا                | همسر جهانگیر روزبه                                       |
| آزیتا معیر       | الگا ژاک            |                                                          |
| فیلیپ ساپرکین    | ویلسون              |                                                          |
| مجتبی وحیدی      | آدامیان             |                                                          |
| شیرین محسنی      | گل خانم             | سرایدار منزل شیرزاد                                      |
| سمانه منیری      | گلی                 | دختر گل خانم و عاشق فرهاد                                |
| پیمان میرزایی    | نصیب                | سرباز                                                    |
| مهرداد نیک‌نام    | سرتیپ نامدار        |                                                          |
| صالح میرزاآقایی  | یدی زاغول           |                                                          |
| مهرداد فتحی      | نادر                |                                                          |
| سهراب‌فاطمی       | مک آرتور            |                                                          |
| مجید گیاهچی      | دیلمی               |                                                          |
| مرجان متقی       | نگار                | همسر ستوان نامجو                                         |

## بازخورد
مسعود فراستی در برنامه هفت سه قسمت نخست را نپسندید اما گفت این مجموعه در قسمت‌های بعدی «حرفی برای گفتن دارد.» عزت‌الله ضرغامی نیم‌فصل اول و «مقاومت ایرانیان» در آن را تحسین کرد.
شایان شیرزاد از بی‌بی‌سی فارسی عقیده داشت که این مجموعه تصویر درستی از «روزهای قحطی و گرسنگی» در جریان اشغال ایران در جنگ جهانی دوم نمایش نداده است.
پرهام موسوی منتقد سینما در پایگاه خبری هنر امروز دربارهٔ تقارن قسمت اول و ششم این سریال عنوان کرد که تینا پاکروان در قامت کارگردان و سناریست با نظم خاصی این دو سکانس را در افتتاحیه سریال و همچنین در نقطه عطف سریال (قسمت ششم) گنجانده تا تغییر شخصیت کاراکترهای اصلی (شیرزاد و خاتون) به ما یادآوری کند و دربارهٔ بازیگران اصلی اینگونه نوشت: خطیبی و جواهریان، به خوبی توانستند دو حس کاملاً متفاوت برای خلق این میزانسن مشابه در بازی شان طراحی کنند و در پایان عنوان کرد هر دو بازیگر هم راکورد بازی شان را در این دو سکانس به درستی رعایت کردند.
منتقدان «سینماسینما» عدم توجه به «پوشش و لباس‌ها» و دیگر جزئیات سریال همچون «فیلم‌برداری» و «تدوین» ضعیف آن و همچنین بازی اشکان خطیبی و نگار جواهریان را به دلیل ناتوانی در اجرای کاراکتر، ضعف در لحن و بیان دیالوگ‌ها و عدم باورپذیری نقش مورد نقد قرار دادند.
گروهی از منتقدان نیز «آب رفتن داستان» و «از ریتم افتادن قصه»، «بازی‌های ضعیف»، «شخصیت‌پردازی‌های تصنعی» و «افتادن در دام احساس‌گرایی» را نقطه ضعف خاتون دانستند.
امیرمحمد سلیمانی در وبسایت «ویجیاتو» نوشت: سریال خاتون که در ابتدای مسیر نسبتاً طولانی‌اش در سطح و اندازه یک عنوان دوست‌داشتنی، متمایز و جذاب ظاهر شده بود در قسمت‌های منتهی به اپیزود نهایی به شدت ناامیدکننده، ملال‌آور و بی‌هدف به نظر می‌رسید. ایرادهای بسیاری به سریال خاتون وارد بود و سریال هم اساساً هیچ تلاشی برای بهبود هیچ‌کدام از آن‌ها نکرد. قسمت آخر سریال خاتون ثابت کرد که ایده جذاب سریال خاتون می‌توانست به لطف یک کارگردان توانمندتر در سطح و اندازه بهتری دیده شود.
علیرضا سلیمانی در روزنامهٔ کیهان با انتقاد از دیالوگ‌های فمینیستی خاتون، آن را «بازخوانی وضعیت‌های» ایران در اعتراضات سراسری ۱۴۰۱ دانست که هیچگاه به اشغال ایران در جنگ جهانی دوم نمی‌پردازد و هدف ساخت آن «ارائه راهبرد برای آینده» ایران است.

### جوایز
| سال  | جشنواره                                 | رده                                                            | گیرنده       | نتیجه | منبع   |
| ---- | --------------------------------------- | -------------------------------------------------------------- | ------------ | ----- | ------ |
| ۱۴۰۱ | نخستین جشن بزرگ کارگردانان سینمای ایران | بهترین کارگردان نمایش خانگی                                    | تینا پاکروان | برنده | [ ۱۳ ] |
| ۱۴۰۲ | بیست‌ودومین دوره جشن حافظ                | سریال برگزیده سال ۱۴۰۰ در محصولات تلویزیونی و شبکه نمایش خانگی | تینا پاکروان | برنده | [ ۱۴ ] |

## یادداشت
1. ↑  در تیتراژ عنوان فارسی خاتون و عنوان انگلیسی روزی روزگاری در ایران (به انگلیسی: Once Upon a Time in Iran) است.